# Flipper City
Pour plus de détails, voir Fiche technique et Distribution.
Flipper City (Heavy Traffic) est un film américain réalisé en animation et en prises de vue réelles par Ralph Bakshi et sorti en 1973. Le film mêle des personnages de dessin animé et des décors en prises de vue réelles. Le film a été classé X par la Motion Picture Association of America lors de sa première sortie en salles.

## Synopsis
Michael Corleone, un jeune homme de 22 ans, vit à New York. Son père, Angelo Corleone, dit « Angie », est un mafieux et trompe souvent son épouse juive, Ida. Michael doit partager un même appartement avec eux dans un quartier mal fréquenté de la ville ; ils ne cessent de se disputer violemment, parfois jusqu'à tenter de s'entretuer. Michael gagne sa vie comme dessinateur et voit régulièrement Carole, une Noire qui travaille comme serveuse dans un bar voisin. Le bar est également fréquenté par Bas-du-Cul, un cul-de-jatte, et Blanche-Neige, un travesti nymphomane. Lorsque Blanche-Neige est tabassé par un client et sauvé par Carole, le patron du bar prend l'affaire comme prétexte pour chercher des histoires à Carole ; excédée, elle décide de quitter cet emploi. Une liaison amoureuse naît entre Michael et Carole, mais elle excite le racisme virulent d'Angelo, ainsi que la jalousie de Bas-du-Cul.

## Fiche technique
- Titre français : Flipper City[1],[2]
- Titre original : Heavy Traffic
- Réalisation : Ralph Bakshi
- Scénario : Ralph Bakshi
- Musique originale : Ed Bogas, Ray Shanklin
- Image : Ted C. Bemiller, Gregg Heschong
- Montage : Donald W. Ernst
- Société de production : Steve Krantz Productions
- Société de distribution : American International Pictures (AIP)
- Pays de production :  États-Unis
- Langue : anglais américain, italien, yiddish
- Durée : 76 minutes
- Format : 1,85:1, couleur
- Son : mono
- Date de sortie : États-Unis : 8 août 1973
- Affiche : Michel Landi (France)

## Distribution
- Joseph Kaufmann : Michael
- Beverly Hope Atkinson : Carole
- Frank DeKova : Angelo
- Terri Haven : Ida
- Mary Dean Lauria : Molly
- Charles Gordone : Crazy Moe
- Jim Bates : Blanche-Neige
- Jacqueline Mills : Rosalyn
- Lillian Adams : Rosa
- Peter Hobbs : Jerry

### Voix françaises
- Dominique Collignon-Maurin : Michael
- Évelyne Séléna : Carole
- Roger Carel : Angelo
- Paula Dehelly : Ida
- André Valmy : Bas-du-Cul
- Gérard Hernandez : Jerry, l'adolescent en salopettes
- Philippe Dumat : le vieux clochard noir
- Jean-Claude Michel : Clark Gable dans une projection cinéma
- Béatrice Delfe : Rosalyn
- Paule Emanuele : Rosa
- Albert Augier : le bras droit du parrain
- Alfred Pasquali : le moine rouge du parrain
- Marc Cassot : le propriétaire du dancing
- Pierre Garin : un client de Carole tué par Michael